# Football Club de Fériana
 (août 2024).
Si vous disposez d'ouvrages ou d'articles de référence ou si vous connaissez des sites web de qualité traitant du thème abordé ici, merci de compléter l'article en donnant les références utiles à sa vérifiabilité et en les liant à la section « Notes et références ».
Le Football Club de Fériana est un club tunisien de football féminin basé à Fériana. 
Il participe à la deuxième division tunisienne lors des saisons 2010-2011 et 2012-2013, puis apparaît en première division lors de la saison 2016-2017 sous le nom d'AS Fériana.